# Grand Prix Japonska 2001
Grand Prix Japonska 2001 (XXVII Fuji Television Japanese Grand Prix), byl 17. závod 52. ročníku mistrovství světa jezdců Formule 1 a 43. ročníku poháru konstruktérů, historicky již 680. grand prix, se již tradičně odehrála na okruhu v Suzuce.

## Výsledky

### Kvalifikace
| Pořadí | Číslo | Pilot                 | Konstruktér        | Čas      | Odstup |
| ------ | ----- | --------------------- | ------------------ | -------- | ------ |
| 1      | 1     | Michael Schumacher    | Ferrari            | 1:32.484 |        |
| 2      | 6     | Juan Pablo Montoya    | Williams - BMW     | 1:33.184 | +0.700 |
| 3      | 5     | Ralf Schumacher       | Williams - BMW     | 1:33.297 | +0.813 |
| 4      | 2     | Rubens Barrichello    | Ferrari            | 1:33.323 | +0.839 |
| 5      | 3     | Mika Häkkinen         | McLaren - Mercedes | 1:33.662 | +1.178 |
| 6      | 7     | Giancarlo Fisichella  | Benetton - Renault | 1:33.830 | +1.346 |
| 7      | 4     | David Coulthard       | McLaren - Mercedes | 1:33.916 | +1.432 |
| 8      | 11    | Jarno Trulli          | Jordan - Honda     | 1:34.002 | +1.518 |
| 9      | 8     | Jenson Button         | Benetton - Renault | 1:34.375 | +1.891 |
| 10     | 16    | Nick Heidfeld         | Sauber - Petronas  | 1:34.386 | +1.902 |
| 11     | 12    | Jean Alesi            | Jordan - Honda     | 1:34.420 | +1.934 |
| 12     | 17    | Kimi Räikkönen        | Sauber - Petronas  | 1:34.581 | +2.097 |
| 13     | 18    | Eddie Irvine          | Jaguar - Ford      | 1:34.851 | +2.367 |
| 14     | 10    | Jacques Villeneuve    | BAR - Honda        | 1:35.109 | +2.625 |
| 15     | 22    | Heinz-Harald Frentzen | Prost - Acer       | 1:35.132 | +2.648 |
| 16     | 19    | Pedro de la Rosa      | Jaguar - Ford      | 1:35.639 | +3.155 |
| 17     | 9     | Olivier Panis         | BAR - Honda        | 1:35.766 | +3.282 |
| 18     | 21    | Fernando Alonso       | Minardi - European | 1:36.410 | +3.926 |
| 19     | 23    | Tomáš Enge            | Prost - Acer       | 1:36.446 | +3.962 |
| 20     | 15    | Enrique Bernoldi      | Arrows - Asiatech  | 1:36.885 | +4.401 |
| 21     | 14    | Jos Verstappen        | Arrows - Asiatech  | 1:36.973 | +4.489 |
| 22     | 20    | Alex Yoong            | Minardi - European | 1:38.246 | +5.762 |

### Závod
| Pořadí | Číslo | Jezdec                | Konstruktér      | Kola | Čas/odstoupení | Start | Body |
| ------ | ----- | --------------------- | ---------------- | ---- | -------------- | ----- | ---- |
| 1      | 1     | Michael Schumacher    | Ferrari          | 53   | 1:27:33.298    | 1     | 10   |
| 2      | 6     | Juan Pablo Montoya    | Williams-BMW     | 53   | +3.154         | 2     | 6    |
| 3      | 4     | David Coulthard       | McLaren-Mercedes | 53   | +23.262        | 7     | 4    |
| 4      | 3     | Mika Häkkinen         | McLaren-Mercedes | 53   | +35.539        | 5     | 3    |
| 5      | 2     | Rubens Barrichello    | Ferrari          | 53   | +36.544        | 4     | 2    |
| 6      | 5     | Ralf Schumacher       | Williams-BMW     | 53   | +37.122        | 3     | 1    |
| 7      | 8     | Jenson Button         | Benetton-Renault | 53   | +1:37.102      | 9     |      |
| 8      | 11    | Jarno Trulli          | Jordan-Honda     | 52   | +1 kolo        | 8     |      |
| 9      | 16    | Nick Heidfeld         | Sauber-Petronas  | 52   | +1 kolo        | 10    |      |
| 10     | 10    | Jacques Villeneuve    | BAR-Honda        | 52   | +1 kolo        | 14    |      |
| 11     | 21    | Fernando Alonso       | Minardi-European | 52   | +1 kolo        | 18    |      |
| 12     | 22    | Heinz-Harald Frentzen | Prost-Acer       | 52   | +1 kolo        | 15    |      |
| 13     | 9     | Olivier Panis         | BAR-Honda        | 51   | +2 kola        | 17    |      |
| 14     | 15    | Enrique Bernoldi      | Arrows-Asiatech  | 51   | +2 kola        | 20    |      |
| 15     | 14    | Jos Verstappen        | Arrows-Asiatech  | 51   | +2 kola        | 21    |      |
| 16     | 20    | Alex Yoong            | Minardi-European | 50   | +3 kola        | 22    |      |
| 17     | 7     | Giancarlo Fisichella  | Benetton-Renault | 47   | Převodovka     | 6     |      |
| Ret    | 19    | Pedro de la Rosa      | Jaguar-Cosworth  | 45   | Únik oleje     | 16    |      |
| Ret    | 23    | Tomáš Enge            | Prost-Acer       | 42   | Brzdy          | 19    |      |
| Ret    | 18    | Eddie Irvine          | Jaguar-Cosworth  | 24   | Palivo         | 13    |      |
| Ret    | 17    | Kimi Räikkönen        | Sauber-Petronas  | 5    | Kolize         | 12    |      |
| Ret    | 12    | Jean Alesi            | Jordan-Honda     | 5    | Kolize         | 11    |      |

## Konečné pořadí šampionátu
Pohár jezdců
| Pořadí | Jezdec             | Body |
| ------ | ------------------ | ---- |
| 1      | Michael Schumacher | 123  |
| 2      | David Coulthard    | 65   |
| 3      | Rubens Barrichello | 56   |
| 4      | Ralf Schumacher    | 49   |
| 5      | Mika Häkkinen      | 37   |

Pohár konstruktérů
| Pořadí | Konstruktér      | Body |
| ------ | ---------------- | ---- |
| 1      | Ferrari          | 179  |
| 2      | McLaren-Mercedes | 102  |
| 3      | Williams-BMW     | 80   |
| 4      | Sauber-Petronas  | 21   |
| 5      | Jordan-Honda     | 19   |